# Distrikt Llumpa
Der Distrikt Llumpa liegt in der Provinz Mariscal Luzuriaga in der Region Ancash in West-Peru. Der Distrikt wurde am 28. Oktober 1889 gegründet. Er besitzt eine Fläche von 139 km². Beim Zensus 2017 wurden 6191 Einwohner gezählt. Im Jahr 1993 lag die Einwohnerzahl bei 5343, im Jahr 2007 bei 6066. Die Distriktverwaltung befindet sich in der etwa 3200 m hoch gelegenen Ortschaft Llumpa mit 372 Einwohnern (Stand 2017). Llumpa liegt 10 km südlich der Provinzhauptstadt Piscobamba.

## Geographische Lage
Der Distrikt Llumpa liegt an der Ostflanke der Cordillera Blanca im äußersten Südwesten der Provinz Mariscal Luzuriaga. Der Hauptkamm der Cordillera Blanca mit dem Nevado Pacaraju verläuft entlang der nordwestlichen Distriktgrenze. Die Quebrada Yuma sowie der Río Yanamayo fließen entlang der südlichen Distriktgrenze nach Osten. Im Nordosten reicht der Distrikt bis zur Einmündung des Río Pomabamba in den Río Yanamayo.
Der Distrikt Llumpa grenzt im Süden und im Westen an den Distrikt Yanama (Provinz Yungay), im Norden an den Distrikt Lucma sowie im Osten an den Distrikt Yauya (Provinz Carlos Fermín Fitzcarrald).